# Rafael Maroto

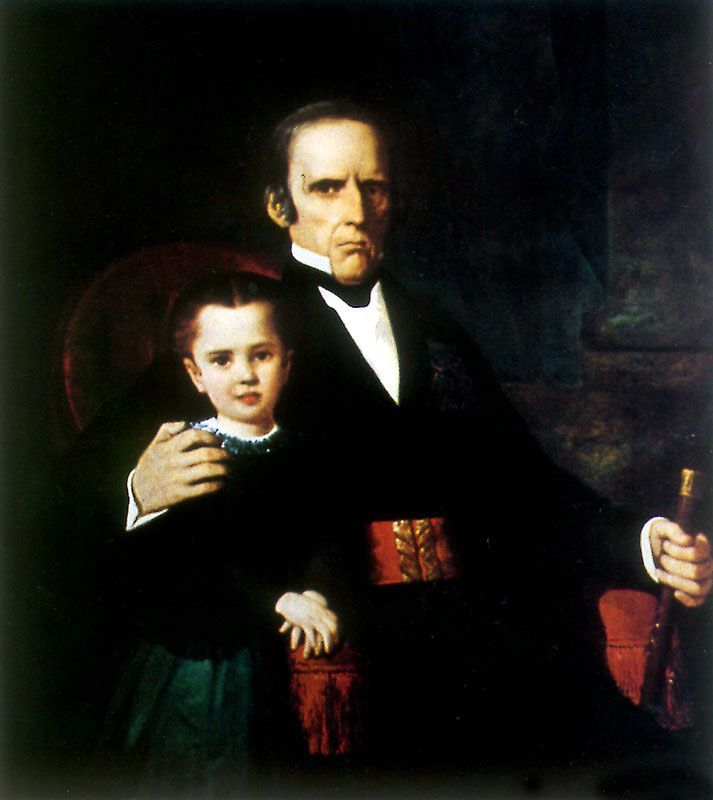
Rafael Maroto mit seiner Nichte Margarita Borgoño, Gemälde von Raymond Quinsac Monvoisin

Rafael Maroto Yserns (* 15. Oktober 1783 in Lorca, Provinz Murcia; † 25. August 1853 in Valparaíso, Chile) war ein spanischer General, der an den Südamerikanischen Unabhängigkeitskriegen und auf Seite des spanischen Thronprätendenten Carlos María Isidro de Borbón am Ersten Carlistenkrieg teilnahm. 

## Leben
Rafael Maroto entstammte einer Militärfamilie und diente seit 1808 in mehreren spanischen Regimentern. 1814 wurde er Oberstleutnant und 1815 Oberst. Darauf machte er, im Besitz eines großen Vermögens, große Reisen durch Amerika, England und Frankreich. In Südamerika lernte er den Feldherrn Baldomero Espartero kennen und zeichnete sich als Militär aus. Mit diesem unterzeichnete er die Kapitulation von Ayacucho. Nach seiner Rückkehr nach Spanien wurde er 1832 Generalkommandant der Provinz Toledo.
1833 begleitete Maroto den Thronprätendenten Don Carlos nach Portugal, als dieser aus Spanien verwiesen worden war. 1834 machte er im nun ausgebrochenen Ersten Carlistenkrieg als karlistischer Führer die Belagerung von Bilbao mit und wurde nach dem Tod von Tomás de Zumalacárregui († 24. Juni 1835) Befehlshaber in Biskaya. Am 11. September 1835 schlug er Espartero vollständig bei Arrigorriaga und schloss ihn in Bilbao ein. Aber seine Kritik am Prätendenten brachte diesen und dessen Kamarilla so gegen ihn auf, dass er den Abschied nahm. Er hielt sich nun bis Mitte 1836 in Tolosa auf, ging dann nach Bayonne und verhandelte mit der französischen Regierung wegen einer Intervention in Spanien. 1837 trat er wieder als karlistischer Befehlshaber in Katalonien auf, wo er als Generalkapitän fungierte. Bald aber lebte er erneut in Frankreich, bis er nach der Niederlage der Karlisten bei Peñacerrada (22. Juni 1838) von Don Carlos zum Chef des Generalstabs und bald darauf zum Oberbefehlshaber ernannt wurde.
In dieser Stellung bemühte sich Maroto, das undisziplinierte karlistische Heer in kurzer Zeit zu reorganisieren. Er leitete gegen den General Balmaseda eine Untersuchung wegen Ungehorsams ein und bekam im Februar 1839 von Don Carlos die Vollmacht, nach den Umständen entsprechend zu verfahren, wenn er Beweise für eine Verschwörung vorliegen hätte. Als nun die kastilische Partei der alten Kamarilla gegen Maroto intrigierte, ließ er deren Anführer unter dem Vorgeben, dass sie gegen sein Leben konspiriert hätten, verhaften und ohne Gerichtsverfahren am 18. Februar in Estella erschießen. Zu den Hingerichteten gehörten die Generäle Juan Antonio Guergué, Francisco García Dicastillo, Pablo Sanz y Baeza, der Brigadier Carmona und der Intendant Úriz. Darauf erließ Don Carlos auf Betreiben seiner Kamarilla am 21. Februar ein Manifest gegen Maroto, worin er diesen als Verräter seiner Stelle entsetzte. Maroto aber rückte, da er die Soldaten auf seiner Seite hatte, am 23. Februar nach Tolosa, bedrohte von hier aus das Hauptquartier von Don Carlos und schnitt dessen Verbindung mit Gipuzkoa ab. Don Carlos nahm nun eilig am 24. Februar in Villafranca sein Manifest zurück und fügte sich, dass die Anführer der Kamarilla, u. a. der Bischof von Leon, verbannt wurden, von denen die meisten nach Frankreich gingen.
Um Marotos Macht zu brechen, errichtete Don Carlos am 28. März 1839 einen obersten Kriegsrat und berief heimlich mehrere der Verbannten aus Frankreich zurück. Diese bewirkten am 9. August im Baztan-Tal einen Aufstand gegen Maroto, der indessen bald unterdrückt wurde. Maroto hatte bereits am 27. Februar mit Espartero Unterhandlungen angeknüpft und am 22. Juli seine Bereitwilligkeit zur Beendigung des Bürgerkriegs erklärt. Es folgte am 25. August in Durango eine persönliche Zusammenkunft der beiden Feldherren, die keine Entscheidung brachte, da Maroto auf der Beibehaltung der Fueros der baskischen Provinzen beharrte. Diese Forderung konnte Espartero nicht erfüllen. Aufgrund einer sich in seinem Heer entspinnenden Meuterei begnügte sich Maroto mit der Zusicherung Esparteros, dass er für die Bestätigung der Fueros oder deren modifizierte Fassung seinen ganzen Einfluss aufbieten wolle. Am 31. August 1839 schloss er mit Espartero den Vertrag von Vergara, den mit ihm 50 Anführer der Karlisten unterzeichneten. Im Angesicht beider Heere, auf dem Feld von Vergara, umarmten sich beide Feldherren, und 18 karlistische Bataillons und fünf Schwadronen legten die Waffen nieder und wurden in ihre Heimat entlassen. Don Carlos, dem nur noch 10.000 Mann treu geblieben waren, erklärte in einer Proklamation vom 31. August Maroto abermals für einen Verräter, musste aber im September 1839 nach Frankreich fliehen.
Maroto ging zuerst nach Bilbao, dann nach Madrid und erhielt von der Regentin Maria Christina von Bourbon-Sizilien eine jährliche Besoldung von 40.000 Realen. Er wurde auch 1840 zum Mitglied des höchsten Kriegs- und Marinegerichthofs ernannt. Obgleich er anfangs wenig für die Erfüllung des Vertrags von Vergara getan hatte, versuchte er später, als die Verletzungen des Vertrags zunahmen, sich der baskischen Provinzen und seiner Kriegskameraden anzunehmen, hatte hierbei aber keinen Erfolg. Im September 1846 verließ er Spanien und segelte nach Südamerika. Er ließ sich in Valparaíso in Chile nieder, wo er Besitzungen hatte, und starb hier am 25. August 1853 im Alter von 69 Jahren.